# Bolbotritus
Bolbotritus is een kevergeslacht uit de familie van de boktorren (Cerambycidae). De wetenschappelijke naam van het geslacht werd voor het eerst geldig gepubliceerd in 1871 door Bates.

## Soorten
Bolbotritus omvat de volgende soorten:
- Bolbotritus prionoides (Aurivillius, 1891)
- Bolbotritus bainesi Bates, 1871